# Alby, Mörbylånga kommun
Alby är en småort i Hulterstads socken i Mörbylånga kommun i Kalmar län, belägen i östra delen av Stora alvaret på sydöstra Öland cirka 15 km sydöst om centralorten Mörbylånga.
Alby ligger på den låga nord-sydliga platå som separerar Ölands kust med Stora alvaret. Alby ligger vid en korsning längs med Ölands östra kustväg, söder om byn ligger byarna Triberga och Hulterstad och norr om den ligger Slagerstad och Stenåsa. 
Alby är en del av Stora alvaret, vars land utsetts till världsarv av Unesco på grund av dess unika biologiska mångfald och förhistoria.

## Historia

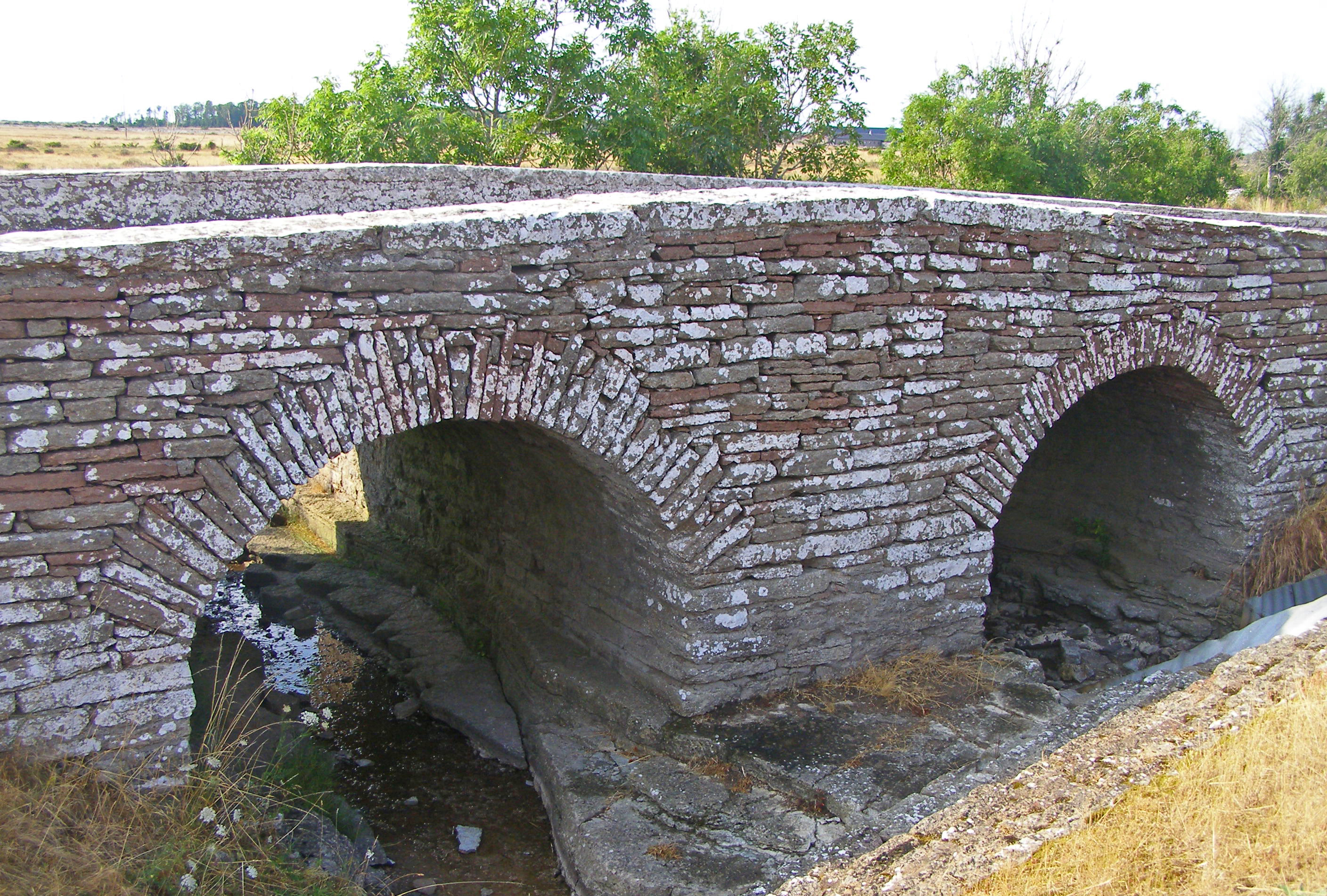
Stenvalvsbro vid Alby.

Alby omtalas i skriftliga källor första gången 1387, då Erland Knutsson (Vederlövs-ätten) bytte bort tre alnar jord i byn. 1541 fanns här fem mantal skatte. Hela byn brändes i samband med danskarnas plundringar på Öland 1567.
På byns marker ligger en av Ölands äldsta boplatser, utgrävningar dateras till paleolitikum och befolkningen verkar ha varit jägare-samlare. Byn har förmodligen befolkats av bosättare som tagit sig över från svenska fastlandet då Kalmarsund frusit till is mellan omkring 6 000 och 7 000 f.Kr. Invånarna kallas i arkeologisk litteratur för "Albyfolket".
Från början har befolkningen överlevt tack vare jakt, fiske och samlande, men runt omkring 4 000 f.Kr. började befolkningen odla, vilket de har gjort fram till i dag.

### Befolkningsutveckling
| Befolkningsutvecklingen i Alby 1990–2015 | Befolkningsutvecklingen i Alby 1990–2015 | Befolkningsutvecklingen i Alby 1990–2015 | Befolkningsutvecklingen i Alby 1990–2015 | Befolkningsutvecklingen i Alby 1990–2015 |
| ---------------------------------------- | ---------------------------------------- | ---------------------------------------- | ---------------------------------------- | ---------------------------------------- |
|                                          |                                          |                                          |                                          |                                          |
| År                                       |                                          |                                          | Folkmängd                                | Areal (ha)                               |
| 1990                                     | 1990                                     |                                          | 101                                      | 22#                                      |
| 1995                                     | 1995                                     |                                          | 100                                      | 23#                                      |
| 2000                                     | 2000                                     |                                          | 89                                       | 23#                                      |
| 2005                                     | 2005                                     |                                          | 91                                       | 24#                                      |
| 2010                                     | 2010                                     |                                          | 80                                       | 29#                                      |
| 2015                                     | 2015                                     |                                          | 81                                       | 33#                                      |
| Anm.: # Som småort.                      |                                          |                                          |                                          |                                          |

## Samhället
I Alby ligger Galleri Blå Porten.